# 姆里加拉
姆里加拉（Mrigala），是印度西孟加拉邦Hugli县的一个城镇。总人口17664（2001年）。

## 人口
该地2001年总人口17664人，其中男性9088人，女性8576人；0—6岁人口1922人，其中男970人，女952人；识字率72.59%，其中男性为77.55%，女性为67.33%。